# Quivicán (ort i Kuba)
Quivicán är en ort i Kuba.   Den ligger i provinsen Provincia Mayabeque, i den västra delen av landet, 30 km söder om huvudstaden Havanna. Quivicán ligger 50 meter över havet och antalet invånare är 12 919.
Terrängen runt Quivicán är platt. Runt Quivicán är det ganska tätbefolkat, med 100 invånare per kvadratkilometer. Närmaste större samhälle är Güira de Melena, 16,0 km väster om Quivicán. Omgivningarna runt Quivicán är en mosaik av jordbruksmark och naturlig växtlighet.